# Ильичёв, Анатолий Васильевич
Анатолий Васильевич Ильичёв — советский хозяйственный, государственный и политический деятель, генерал-майор.

## Биография
Родился в 1913 году. Член КПСС.
С 1929 года — на хозяйственной, общественной и политической работе. В 1929—1974 гг. — комсомольский и партийный работник в Ленинградской области, заместитель начальника отдела УМВД по Ленинградской области, начальник УКГБ по Свердловской области, начальник УКГБ по Волгоградской области, начальник 15-го Управления КГБ при СМ СССР.
Депутат Верховного Совета РСФСР 6-го и 7-го созывов. Делегат XXIII съезда КПСС.
Умер в Москве в 1983 году.